# Софія Кенін
Софія Анна "Соня" Кенін (англ. Sofia Anna "Sonya" Kenin) — американська тенісистка російського походження, чемпіонка Відкритого чемпіонату Австралії 2020 року. 
Родина Кенін перебралася до США незабаром після народження Софії. На юніорському рівні вона підіймалася на другу сходинку рейтингу дівчат. У 2015 році вона грала в фіналі одиночних змагань дівчат на Відкритому чемпіонаті США.
Свій перший одиночний титул WTA Кенін здобула на Moorilla Hobart International 2019.

### Фінали турнірів Великого шолома

#### Одиночний розряд: 2 (1 титул)
| Результат | Рік  | Турнір          | Покриття | Супротивниця     | Рахунок       |
| --------- | ---- | --------------- | -------- | ---------------- | ------------- |
| Перемога  | 2020 | Australian Open | Тверде   | Гарбінє Мугуруса | 4–6, 6–2, 6–2 |
| Поразка   | 2020 | French Open     | Ґрунт    | Іга Швйонтек     | 4–6, 1–6      |

## Фінали турнірів WTA

### Одиночний розряд: 10 (5 титулів)
| Результат | В-П | Дата     | Турнір                                        | Категорія     | Поверхня   | Супротивниця           | Рахунок                 |
| --------- | --- | -------- | --------------------------------------------- | ------------- | ---------- | ---------------------- | ----------------------- |
| Перемога  | 1–0 | Січ 2019 | Hobart International, Австралія               | Міжнародний   | Хард       | Анна Кароліна Шмідлова | 6–3, 6–0                |
| Поразка   | 1–1 | Бер 2019 | Mexican Open, Акапулько                       | Міжнародний   | Хард       | Ван Яфань              | 6–2, 3–6, 5–7           |
| Перемога  | 2–1 | Чер 2019 | Mallorca Open, Іспанія                        | Міжнародний   | Трава      | Белінда Бенчич         | 6–7(2–7), 7–6(7–5), 6–4 |
| Перемога  | 3–1 | Вер 2019 | Guangzhou Open, КНР                           | Міжнародний   | Хард       | Саманта Стосур         | 6–7(4–7), 6–4, 6–2      |
| Перемога  | 4–1 | Січ 2020 | Відкритий чемпіонат Австралії, Австралія      | Великий слем  | Хард       | Гарбінє Мугуруса       | 4–6, 6–2, 6–2           |
| Перемога  | 5–1 | Бер 2020 | WTA Lyon Open, Франція                        | International | Тверде (i) | Анна-Лена Фрідзам      | 6–2, 4–6, 6–4           |
| Поразка   | 5–2 | Жов 2020 | Відкритий чемпіонат Франції з тенісу, Франція | Grand Slam    | Ґрунт      | Іга Свьонтек           | 4–6, 1–6                |
| Поразка   | 5–3 | Вер 2023 | San Diego Open, США                           | WTA 500       | Тверде     | Барбора Крейчикова     | 4–6, 6–2, 4–6           |
| Поразка   | 5–4 | Жов 2024 | Toray Pan Pacific Open, Японія                | WTA 500       | Тверде     | Чжен Ціньвень          | 6–7(5–7), 3–6           |
| Поразка   | 5–5 | Кві 2025 | Charleston Open, США                          | WTA 500       | Ґрунт      | Джессіка Пегула        | 3–6, 5–7                |

### Парний розряд: 5 (4 титули, 1 поразка)
| Результат | В-П | Дата     | Турнір                                   | Категорія               | Поверхня | Партнерка           | Супротивниці                       | Рахунок               |
| --------- | --- | -------- | ---------------------------------------- | ----------------------- | -------- | ------------------- | ---------------------------------- | --------------------- |
| Перемога  | 1–0 | Січ 2019 | Auckland Open, Нова Зеландія             | Міжнародний             | Хард     | Ежені Бушар         | Пейдж Мері Гуріґан Тейлор Таунсенд | 1–6, 6–1, [10–7]      |
| Перемога  | 2–0 | Жов 2019 | China Open, Китай                        | Прем'єрний обов'язковий | Хард     | Бетані Маттек-Сендс | Олена Остапенко Даяна Ястремська   | 6–3, 6–7(5–7), [10–7] |
| Перемога  | 3–0 | Лют 2024 | Abu Dhabi Open, ОАЕ                      | WTA 500                 | Тверде   | Бетані Маттек-Сендс | Лінда Носкова Гезер Вотсон         | 6–4, 7–6(7–4)         |
| Перемога  | 4–0 | Бер 2024 | Відкритий чемпіонат Маямі з тенісу, США  | WTA 1000                | Тверде   | Бетані Маттек-Сендс | Габріела Дабровскі Ерін Рутліфф    | 4–6, 7–6(7–5), [11–9] |
| Поразка   | 4–1 | Лип 2025 | Washington Open, Сполучені Штати Америки | WTA 500                 | Тверде   | Керолайн Долегайд   | Тейлор Таунсенд Чжан Шуай          | 6–1, 6–1              |

## Фінали ITF

### Одиночний розряд: 8 (4 титули, 4 поразки)
| Легенда                       |
| ----------------------------- |
| Турніри $100,000 (0–0)        |
| $75,000/Турніри $80,000 (0–0) |
| $50,000/Турніри $60,000 (2–2) |
| Турніри $25,000 (1–1)         |
| $10,000/Турніри $15,000 (0–1) |

| Фінали за покриттям |
| ------------------- |
| Тверде (2–2)        |
| Ґрунт (1–2)         |
| Трава (0–0)         |
| Килим (0–0)         |

| Результат | В–П | Дата     | Турнір                   | Рівень  | Покриття | Супротивниця       | Рахунок            |
| --------- | --- | -------- | ------------------------ | ------- | -------- | ------------------ | ------------------ |
| Поразка   | 0–1 | Бер 2015 | Гейнсвілл (Флорида), США | $10,000 | Ґрунт    | Катеріна Стюарт    | 4–6, 6–4, 4–6      |
| Перемога  | 1–1 | Січ 2016 | Wesley Chapel, США       | $25,000 | Ґрунт    | Jesika Malečková   | 6–2, 6–2           |
| Перемога  | 2–1 | Лип 2016 | Сакраменто, США          | $50,000 | Тверде   | Грейс Мін          | 4–6, 6–1, 6–4      |
| Поразка   | 2–2 | Жов 2016 | Лас-Вегас, США           | $60,000 | Тверде   | Алісон ван Ейтванк | 6–3, 6–7(4–7), 2–6 |
| Поразка   | 2–3 | Січ 2017 | Орландо, США             | $25,000 | Ґрунт    | Катаржина Пітер    | 7–6(7–4), 2–6, 4–6 |
| Перемога  | 3–3 | Лип 2017 | Стоктон, США             | $60,000 | Тверде   | Ashley Kratzer     | 6–0, 6–1           |
| Поразка   | 3–4 | Сер 2017 | Лексінгтон, США          | $60,000 | Тверде   | Грейс Мін          | 4–6, 1–6           |
| Перемога  | 4–4 | Лип 2018 | Берклі, США              | $60,000 | Тверде   | Нікол Ґіббз        | 6–0, 6–4           |

### Парний розряд: 6 (2 титули, 4 поразки)
| Легенда                       |
| ----------------------------- |
| Турніри $100,000 (0–0)        |
| $75,000/Турніри $80,000 (1–1) |
| $50,000/Турніри $60,000 (1–0) |
| Турніри $25,000 (0–2)         |
| $10,000/Турніри $15,000 (0–1) |

| Фінали за покриттям |
| ------------------- |
| Тверде (2–1)        |
| Ґрунт (0–3)         |
| Трава (0–0)         |
| Килим (0–0)         |

| Результат | В–П | Дата          | Турнір                  | Tier | Покриття | Партнер               | Опоненти                              | Рахунок          |
| --------- | --- | ------------- | ----------------------- | ---- | -------- | --------------------- | ------------------------------------- | ---------------- |
| Поразка   | 0–1 | березень 2015 | Гейнсвілл (Флорида), US | $10K | Ґрунт    | Marie Norris          | Інгрід Ніл Фанні Штоллар              | 3–6, 3–6         |
| Поразка   | 0–2 | січень 2017   | Wesley Chapel, US       | $25K | Ґрунт    | Elizabeth Halbauer    | Шанель Сіммондс Рената Сарасуа        | 2–6, 6–7(5–7)    |
| Поразка   | 0–3 | лютий 2017    | Серпрайз (Аризона), US  | $25K | Тверде   | Юс'ю Мейтейн Арконада | Mariana Duque-Mariño Надія Подороська | 6–4, 0–6, [5–10] |
| Перемога  | 1–3 | липень 2017   | Stockton, US            | $60K | Тверде   | Usue Maitane Arconada | Tammi Patterson Chanel Simmonds       | 4–6, 6–1, [10–5] |
| Перемога  | 2–3 | жовтень 2017  | Waco, US                | $80K | Тверде   | Анастасія Комардіна   | Джессіка Пегула Taylor Townsend       | 7–5, 5–7, [11–9] |
| Поразка   | 2–4 | квітень 2018  | Dothan, US              | $80K | Ґрунт    | Джеймі Лоеб           | Алекса Гуарачі Erin Routliffe         | 4–6, 6–2, [9–11] |

## Історія виступів в турнірах Великого слему

### Одиночний розряд
| Турнір                                 | 2015 | 2016 | 2016 | 2018 | 2019 | 2020 | Усп    | В-П   |
| -------------------------------------- | ---- | ---- | ---- | ---- | ---- | ---- | ------ | ----- |
| Відкритий чемпіонат Австралії з тенісу | A    | A    | A    | 1Р   | 2Р   | Ч    | 3 / 3  | 8–2   |
| Відкритий чемпіонат Франції з тенісу   | A    | A    | A    | 1Р   | 4Р   |      | 0 / 2  | 3–2   |
| Вімблдонський турнір                   | A    | A    | КР   | 2Р   | 2Р   |      | 0 / 2  | 2–2   |
| Відкритий чемпіонат США з тенісу       | 1Р   | 1Р   | 3Р   | 3Р   | 3Р   |      | 0 / 5  | 6–5   |
| Ви–Пр                                  | 0–1  | 0–1  | 2–1  | 3–4  | 7-4  | 7-0  | 1 / 12 | 19–11 |

### Парний розряд
| Турнір          | 2018 | 2019 | 2020 | Усп   | В−П |
| --------------- | ---- | ---- | ---- | ----- | --- |
| Australian Open | А    | 1Р   | 3Р   | 0 / 2 | 2–2 |
| French Open     | A    | 2Р   |      | 0 / 1 | 1–1 |
| Wimbledon       | 2Р   | 1Р   |      | 0 / 2 | 1–2 |
| US Open         | 1Р   | 1Р   |      | 0 / 2 | 0–2 |
| Ви–Пр           | 1–2  | 1–4  | 2–1  | 0 / 7 | 4–7 |

## Перемоги над гравцями першої 10-ки
| #            | Гравець         | Рейтинг | Турнір                                   | Покриття | Раунд | Рахунок            | СК-Р   |
| ------------ | --------------- | ------- | ---------------------------------------- | -------- | ----- | ------------------ | ------ |
| Тур WTA 2018 |                 |         |                                          |          |       |                    |        |
| 1.           | Каролін Гарсія  | Ранг 6  | Mallorca Open, Mallorca, Іспанія         | Трава    | ЧФ    | 6–3, 6–3           | No. 91 |
| 2.           | Юлія Ґерґес     | No. 10  | Wuhan Open, Ухань, КНР                   | Хард     | 2К    | 6–3, 2–6, 6–4      | No. 62 |
| Тур WTA 2019 |                 |         |                                          |          |       |                    |        |
| 3.           | Серена Вільямс  | No. 10  | French Open, Париж, Франція              | Ґрунт    | 3К    | 6–2, 7–5           | No. 35 |
| 4.           | Ешлі Барті      | No. 1   | Canadian Open, Канада                    | Хард     | 2К    | 6–7(5–7), 6–3, 6–4 | No. 29 |
| 5.           | Еліна Світоліна | No. 7   | Canadian Open, Канада                    | Хард     | ЧФ    | 7–6(7–2), 6–4      | No. 29 |
| 6.           | Еліна Світоліна | No. 7   | Cincinnati Open, США                     | Хард     | 3К    | 6–3, 7–6(7–3)      | No. 22 |
| 7.           | Наомі Осака     | No. 1   | Cincinnati Open, США                     | Хард     | ЧФ    | 6–4, 1–6, 2–0 ret. | No. 22 |
| Тур WTA 2020 |                 |         |                                          |          |       |                    |        |
| 8.           | Ешлі Барті      | No. 1   | Відкритий чемпіонат Австралії, Австралія | Хард     | ПФ    | 7–6(8–6), 7–5      | No. 15 |

## Юніорські фінали турнірів Великого слема
| Результат | Рік  | Турнір                           | Покриття | Супротивниця | Рахунок  |
| --------- | ---- | -------------------------------- | -------- | ------------ | -------- |
| Поразка   | 2015 | Відкритий чемпіонат США з тенісу | Тверде   | Далма Галфі  | 5–7, 4–6 |